# Indigobørn
Indigobørn er et pseudovidenskabeligt new age-koncept. Betegnelsen gives til børn, der hævdes at besidde specielle, usædvanlige eller overnaturlige evner eller egenskaber. Idéen er baseret på New age-filosofi, der blev udviklet i 1970'erne af Nancy Ann Tappe som mente at disse børn var karakteriseret ved at have en indigo-blå aura som hun intuitivt kunne se. Forestillingen om indigobørn opnåede bredere interesse med udgivelsen af flere bøger om emnet i slutningen af 1990'erne og udsendelsen af flere film om emnet. 
På trods af, der er ikke foreligger videnskabelige undersøgelser, der påviser eksistensen af indigobørn, eller at børn født på et bestemt tidspunkt skulle have særlige evner, har fænomenet appelleret til nogle forældre, hvis børn er blevet diagnosticeret med indlæringsvanskeligheder, og forældre, der anser deres børn for at være specielle.